# 悪魔の改造人間
『悪魔の改造人間』（The Vindicator）は、1986年のカナダのSF映画。古典ホラーのフランケンシュタインを現代風にした作品である。

## ストーリー
航空宇宙研究社（ARC）の科学者カール・レーマンは同社の長官ホワイトの指揮によって脳と肉体の接続を絶たれる。彼の肉体は火星着陸用の宇宙服に移植され、遠隔でコントロール装置の支配下に置かれた。一方、脳は人工肉体のコンピュータに接続される。しかし、コントロール装置の移送中にカールが脱走する。ホワイトはハンターという女性を雇ってカールの確保に向かわせる。何度か確保に失敗した後、ハンターはカールの妻・ローレンを人質に取る。ハンターとの戦闘で生命維持に必要な体液を何割か失いつつも、カールはARCに現れ、ローレンとともにホワイトへ反撃する。そして、カールは体液をすべて失い、ローレンが見守る中で死を迎える。

## キャスト
※括弧内は日本語吹替（初回放送1988年6月30日 テレビ東京 『木曜洋画劇場』版）
- ローレン・レーマン - テリー・オースティン（英語版）（横尾まり）
- アレックス・ホワイト - リチャード・コックス（英語版）（青野武）
- バート・アーサーズ - モーリー・チェイキン（阪脩）
- ハンター - パム・グリア（幸田直子）
- カール・レーマン/フランケンシュタイン - デヴィッド・マキルレース（江原正士）

## スタッフ
- 監督：ジャン＝クロード・ロード（英語版）
- 脚本：イーディス・レイ、デヴィッド・プレストン
- 製作：ドン・カーモディ、ジョン・ダニング
- 製作総指揮：ピエール・デヴィッド、アンドレ・リンク
- 撮影監督：ルネ・ヴェルジェル
- プロダクションデザイナー：ダグラス・ヒギンズ
- 編集：マイケル・カレン
- 衣裳デザイン：ポール＝アンドレ・ゲラン
- 音楽：ポール・ザザ（英語版）
- 日本語字幕：木原たけし